# 우퉁차오구
우퉁차오구(한국어: 오통교구, 중국어: 五通桥区, 병음: Wǔtōngqiáo Qū)는 중화인민공화국 쓰촨성 러산 시의 현급 행정구역이다. 러산 시의 소금 생산지로 유명하다. 민강이 흐른다. 넓이는 474km2이고, 인구는 2007년 기준으로 330,000명이다.

## 기후
연평균 기온은 17.3℃이고 연평균 강수량은 1390.6mm이다. 무상일수는 334.5일이고 연일조시간은 1119.7시간이다.

## 행정 구역
11개 진, 1개 향을 관할한다.
- 진: 竹根镇, 牛华镇, 杨柳镇, 桥沟镇, 金粟镇, 金山镇, 辉山镇, 西坝镇, 冠英镇, 蔡金镇, 石麟镇.
- 향: 新云乡.